# Osiek-Wólka
Osiek-Wólka es un pueblo de Polonia, en Mazovia.  Se encuentra en el distrito (Gmina) de Gołymin-Ośrodek, perteneciente al condado (Powiat) de Ciechanów. Se encuentra aproximadamente a 3 km al sur de Gołymin-Ośrodek, 20 km al sureste de Ciechanów, y a 64 km  al norte de Varsovia. 
Entre 1975 y 1998 perteneció al voivodato de Ciechanów.